# Reglas de vuelo visual
Las reglas de vuelo visual, más conocidas por sus siglas en inglés VFR (visual flight rules), son el conjunto de normas contenidas en el Reglamento de Circulación Aérea que establecen las condiciones suficientes para que el piloto pueda dirigir su aeronave, navegar y mantener la separación de seguridad con cualquier obstáculo con la única ayuda de la observación visual.
Bajo reglas VFR, el piloto dirige su aeronave manteniendo en todo momento contacto visual con el terreno, aunque le está permitido utilizar los instrumentos de vuelo a bordo como ayuda suplementaria.

## Criterios de visibilidad
Las condiciones en las cuales es posible realizar un vuelo visual, conocidas por sus siglas en inglés VMC (Visual Meteorological Conditions), están detalladas en el Reglamento de Circulación Aérea y dependen de la clase de espacio aéreo:

### Espacio aéreo clase A
El vuelo visual no está permitido.

### Espacio aéreo clases B, C, D, E, F y G
- Visibilidad: 8 km a 10 000 ft o por encima, 5 km por debajo de 10 000 ft.[1]
- Distancia horizontal de las nubes: 1500 m.
- Distancia vertical de las nubes: 300 m (1000 ft).

### Excepciones en las clases F y G
En los vuelos a altura igual o inferior al más elevado de 900 m (3000 pies) AMSL o 300 m (1000 pies) AGL, y así cuando lo prescriba la autoridad ATS competente, pueden permitirse visibilidades de vuelo inferiores a 5 km y hasta 1500 m. Dentro de esta excepción, también sería suficiente con permanecer libre de nubes y a la vista de la superficie.
El propósito de estos requerimientos es garantizar que el vuelo puede realizarse sin que el piloto tenga que acudir a otra referencia que la observación directa del terreno. Por este motivo, en España está prohibido atravesar capas de nubes bajo las reglas de vuelo visual. El piloto es el único responsable de la navegación.

## Criterios de altitud
- Altitudes mínimas: sobre aglomeraciones de edificios en ciudades, pueblos o lugares habitados o sobre una reunión de personas al aire libre, el vuelo no se efectuará a una altura menor de 300 m (1000 pies) sobre el obstáculo más (alto) situado dentro de un radio de 600 m (2000 pies) desde la aeronave. En cualquier parte distinta de la anterior, el vuelo no se efectuará a altura menor de 150 m (500 pies) sobre tierra o agua.

- Altitudes máximas: a menos que lo apruebe la autoridad ATS competente, no se realizarán vuelos VFR por encima de nivel de vuelo 195 (150 en la región AFI, en la que están incluidas las Islas Canarias).

## Navegación visual
La mayoría de las aeronaves ligeras vuelan de acuerdo con las reglas de vuelo visual, aunque estarán sometidas a unas u otras restricciones, dependiendo de su certificación.
- Los pilotos de ultraligeros (ULM) y planeadores no están obligados a mantener contacto por radio con los controladores aéreos, aunque les está prohibido atravesar espacios aéreos controlados, así como despegar o aterrizar desde aeródromos deportivos sin permiso previo.

- Los de aeronaves ligeras operan desde aeródromos deportivos. Están generalmente obligados a mantenerse en contacto con los controladores, así como a notificarles su paso por determinados puntos indicados en las cartas de navegación. Asimismo, deben atenerse a los procedimientos de salida llegada a los aeródromos que se indican en las mencionadas cartas.

En cualquier caso, la navegación visual no requiere de especiales conocimientos. Aunque el uso del GPS se ha generalizado, basta un mapa detallado de la zona de vuelo para poder orientarse.

## Luces y equipamiento
Toda aeronave deberá estar equipada con las siguientes luces conforme a la regla de vuelo visual nocturno o IFR:
- Luces de aterrizaje.
- Luces de instrumentos y de equipos indispensables para la operación segura de la aeronave utilizados por la tripulación de vuelo.
- Luces en compartimiento de pasajeros[2]

## Reglas de vuelo visual nocturno
En España
Para poder realizar un vuelo visual nocturno en España se debe contar con la habilitación correspondiente que se obtiene mediante un entrenamiento en una Escuela de vuelo que consta de:
- 4 horas de doble mando con un instructor y que debe incluir un vuelo de navegación.
- 1 hora de vuelo solo en la que se hagan al menos 5 aterrizajes.

Según el vigente reglamento español, los vuelos visuales nocturnos están sujetos al criterio de la autoridad competente en cada lugar y para su realización debe disponerse del equipo necesario para la de un vuelo bajo reglas de vuelo instrumental nocturno además de cumplir ciertos requisitos de distancia a nubes y distancia con el terreno:
2.4.3. Los vuelos VFR entre la puesta y la salida del sol o durante otro cualquier período entre la puesta y la salida del sol que pueda prescribir la autoridad competente, se realizarán de conformidad con las condiciones prescritas por dicha autoridad.
2.4.3.1 Equipo de aeronave para vuelos visuales nocturnos.
La aeronave para vuelos visuales, entre la puesta y la salida del sol o durante cualquier otro período entre la puesta y la salida del sol, estará provista de:
a) los instrumentos y equipo de comunicaciones y navegación prescritos para aeronaves en vuelo IFR nocturno, y
b) respondedor SSR en estado operativo con Modo A/3 y capacidad para 4096 claves de respuesta y, cuando se requiera en el espacio aéreo en que se vaya a volar, dispositivo de transmisión automática de altitud de presión en Modo C.